# Ficus insipida
Ficus insipida es una especie de árbol del género Ficus, que mantiene varios usos entre diferentes pueblos indígenas de América. En México, Guatemala, El Salvador y Honduras se le llama amate (del náhuatl amatl), en Colombia es conocido como chibecha, en Panamá y Perú higuerón y ojé en Perú y Bolivia. En Costa Rica se le llama chilamate de río y en Nicaragua es llamado simplemente chilamate.

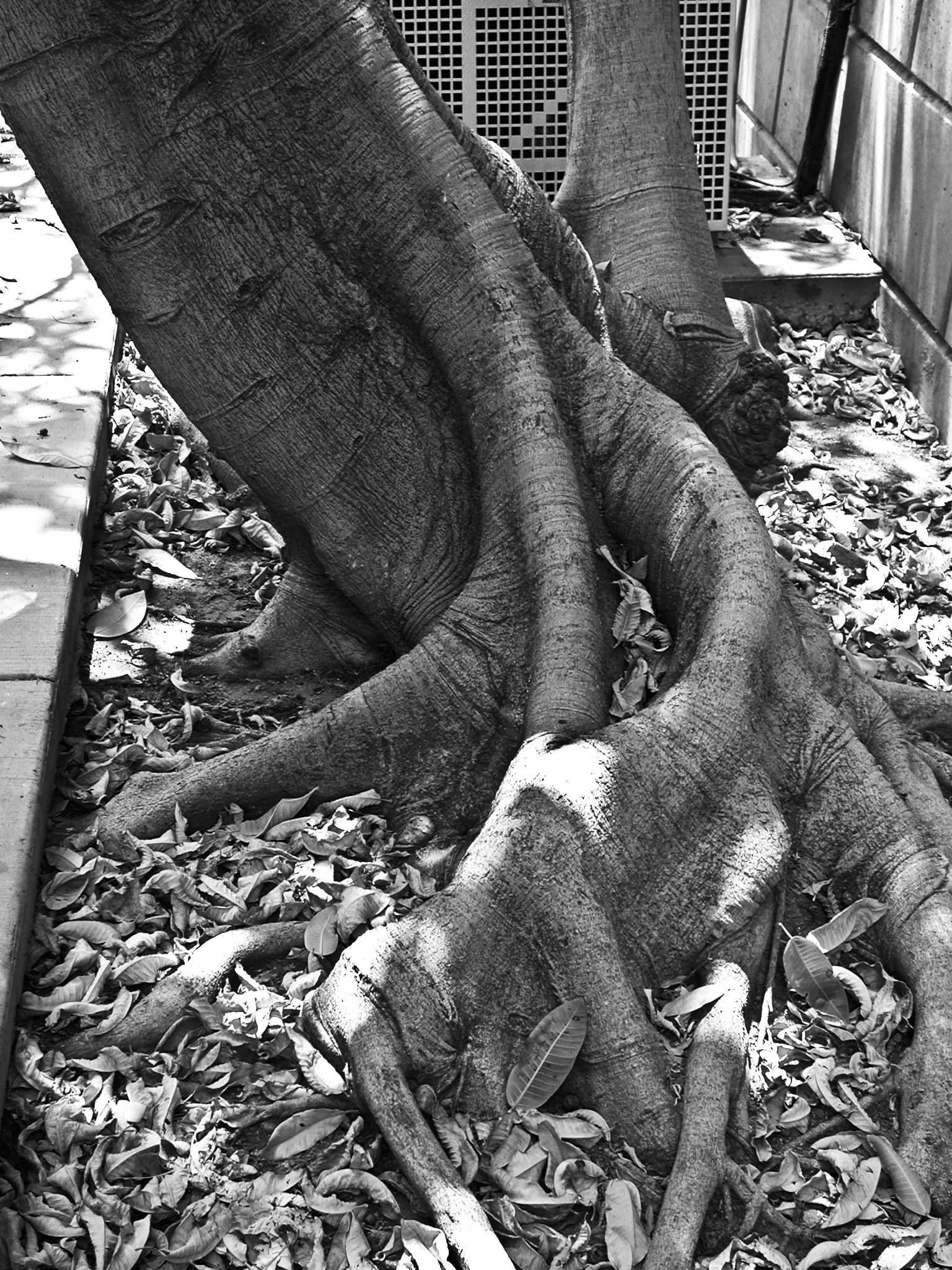
Raíces

## Descripción
El Ficus insipida puede encontrarse distribuida en las regiones tropicales de América, desde México hasta la Amazonía. Crece en climas variados y húmedos, en los que forma parte de las capas altas del bosque tropical. Produce un fruto similar al de la higuera (de la cual es familiar) que no es comestible por los seres humanos. Quienes sí se alimentan de él son los peces Brycon guatemalensis presente en Costa Rica y Guatemala, que ayuda a distribuir sus semillas al ingerirlas y pasarlas por su tracto digestivo. Esta especie vegetal fue clasificada por primera vez en 1817.

## Utilización
Las culturas del altiplano de México recolectaban la corteza de este árbol, la maceraban y elaboraban láminas delgadas con la pulpa de corteza, que podían variar de forma y espesor en función del propósito destinado al papel (para escritura o para elaborar adornos). Después procedían a secar al sol las láminas, que una vez secas adquirían un color ocre claro a oscuro y una textura rugosa. Esta clase de papel es actualmente conocida como papel amate.

## Propiedades
La savia de esta especie es también utilizada desde tiempos antiguos, como antihelmíntico por varias poblaciones presentes en la Amazonía y en otras regiones de América central. Los efectos desparasitante de la savia de ficus glabrata se debe a la presencia de la enzima proteolítica ficina.
En Chiapas el látex de este árbol se aprovecha para combatir los tricocéfalos. Además se menciona que en algunas farmacias se vende un producto denominado higuerol, medicamento elaborado con dicho látex. En Tabasco la leche del amate se mezcla con un poco de leche y se le agrega el doble de miel de abeja, más una gota de menta y se toma en ayunas, contra los parásitos.
Historia
Maximino Martínez, en el siglo XX la refiere como antiparasitario.

## Taxonomía
Ficus insipida fue descrita por Carl Ludwig Willdenow y publicado en Species Plantarum. Editio quarta 4(2): 1143. 1806.
Etimología
Ficus: nombre genérico que se deriva del nombre dado en latín al higo.
insipida: epíteto latíno que significa "sin sabor".
Sinonimia
- Ficus finlayana Warb.
- Ficus glabrata Kunth
- Ficus glabrata var. obtusula Dugand
- Ficus krugiana Warb.
- Ficus longistipula Pittier
- Ficus palmirana Dugand
- Ficus radulina S.Watson
- Ficus segoviae Miq.
- Ficus werckleana Rossberg
- Ficus whitei Rusby
- Galoglychia martinicensis Gasp.
- Pharmacosycea angustifolia Liebm.
- Pharmacosycea brittonii Rusby[4]